# Juristenausbildung in Griechenland
Die Juristenausbildung in Griechenland bezeichnet die erforderliche Ausbildung für die Tätigkeit in juristischen Berufen in Griechenland. Sie ist zweistufig und gliedert sich in einen universitären und einen berufspraktischen Abschnitt. Durchschnittlich wird die Ausbildung nach 6,5 Jahren beendet.

## Akademischer Abschnitt
Voraussetzung für alle juristischen Curricula ist der Abschluss eines rechtswissenschaftlichen Studiums. Erforderlich hierfür sind bestimmte Fachkombinationen beim Abschluss der griechischen Lykeios (gr. Λύκειο). Ein Jurastudium ist an drei Universitäten möglich: Athen, Thessaloniki und Komotini.
Das Jurastudium dauert acht Semester (vier Jahre) und endet mit dem Ptychio Nomikis (gr. Πτυχίο Νομικής, Bachelor of Laws). An das Ptychio kann sich ein postgraduales zweijähriges Masterstudium (gr. Μεταπτυχιακο Νομικης) anschließen. Prüfungen sind bestanden, wenn auf einer Notenskala von 1 bis 10 mindestens 5 Punkte erreicht wurden; sie können beliebig oft wiederholt werden. Dem liegt folgende Notenskala zugrunde:
| Griechenland (0.00 – 10.00)                     | ECTS   | Verteilung in % |
| ----------------------------------------------- | ------ | --------------- |
| Ἀριστα (Arista, hervorragend) (8.50 – 10.00)    | ECTS A |                 |
| Λίαν Καλώς (Lian kalos, sehr gut) (6.50 – 8.50) | ECTS B |                 |
| Καλώς (kalos, Gut) (5.00 – 6.49)                | ECTS C |                 |
| Ohne Abschluss                                  |        |                 |

Die Universität verleiht das Ptychio, wenn der Student 31 Pflichtmodule, 6 Wahlmodule und 4 optionale Module erfolgreich absolviert hat. Die angebotenen Vorlesungen bzw. Prüfungen sind dabei an den drei Universitäten zu 90 % identisch. Im akademischen Jahr 2012/2013 gliederten sich die Kurse in Athen wie folgt:
| Pflichtfächer | Wahlpflichtfächer | Obligatorische Fächer |
| --- | --- | --- |
| 1. Rechtsgeschichte 2. Verfassungsrecht 3. Allgemeine Grundsätze des Zivilrechts 4. Einführung in die Rechtswissenschaft 5. Familienrecht 6. Strafrecht I: Allgemeine Grundsätze 7. Völkerrecht 8. Allgemeines Verwaltungsrecht 9. Immobiliarsachenrecht 10. Deliktsrecht (allgemeiner Teil) 11. Strafrecht II: Verbrechen des Strafgesetzbuches 12. Handelsrecht (allgemeiner Teil) 13. Europarecht 14. Schuldrecht (Besonderer Teil) 15. Bürgerliche und soziale Grundrechte 16. Zivilprozessrecht I 17. Strafprozessrecht 18. Erbrecht 19. Verwaltungsprozessrecht 20. Recht der Handelsgesellschaften 21. Wertpapierrecht 22. Individualarbeitsrecht 23. Anwendungen des Völker- und Europarechts 24. Zivilverfahrensrecht II 25. Rechtsphilosophie 26. Internationales Privatrecht 27. Kollektives Arbeitsrecht 28. Praxis des Zivilrecht 29. Praxis des Öffentlichen Rechts 30. Praxis des Zivilprozessrechts 31. Praxis des Strafrechts und Strafprozessrechts | 1. Staatslehre und politische Systeme 2. Methodenlehre 3. Rechtssoziologie 4. Geschichte der politischen und Verfassungsinstitutionen 5. Kirchenrecht 6. Römisches Recht 7. Seerecht 8. Insolvenzrecht 9. Versicherungsrecht 10. Gewerblicher Rechtsschutz 11. Verwertungsrechte 12. Recht der Handelsverträge 13. Umweltrecht 14. Vorläufiger Rechtsschutz – freiwillige Gerichtsbarkeit – besondere Verfahrensarten 15. Steuerrecht 16. Parlamentsrecht 17. Besonderes Verwaltungsrecht 18. Sozialversicherungsrecht 19. Landesplanung und Stadtplanungsrecht 20. griechische politische und Verfassungsgeschichte 21. Kriminologie 22. Sonderstrafgesetze 23. Strafzumessungsrecht 24. Wirtschaftsstrafrecht 25. Forensische Psychologie und Psychiatrie 26. internationales Strafrecht 27. Internationale Organisationen 28. internationaler Geschäftsverkehr 29. EU-Wirtschaftsrecht 30. Internationaler Schutz der Menschenrechte | 1. Politikwissenschaft 2. Volkswirtschaftslehre 3. Allgemeine Soziologie 4. Antike griechische Gesetze 5. Geschichte der Außenpolitik 6. Politische Ideengeschichte 7. Jugendstrafrecht 8. Byzantinische und post-byzantinisches Recht 9. Recht und Wirtschaft 10. Recht der Gleichstellung in EU-Mitgliedstaaten und auf europäischer Ebene 11. Strafrecht und Gender im nationalen und europäischen Recht 12. Gender: Rechtliche Ausprägungen der Geschlechterverhältnisse im modernen Griechenland 13. Institutionelle Darstellung der Funktionsweise von Gender in der Sozialpolitik 14. Rechtsvergleichung 15. Medien- und Kommunikationsrecht 16. Kriminalistik 17. Bankrecht 18. Ausländerrecht 19. Gesetz des freien Wettbewerb 20. Medizinrecht 21. Luft- und Weltraumrecht 22. Organisation der Kirchen und internationalen kirchlichen Institutionen 23. Internationales Wirtschaftsrecht 24. Schiedsgerichtsbarkeit – Internationale und europäische Zivilprozessrecht 25. Moderne Formen der Kreditgeschäfte und Wertpapiere 26. Sportrecht 27. Rechtsinformatik 28. Einführung in die Finanzbuchhaltung und Analyse von Finanzkalkulationstabellen 29. Europäisches Verfassungsrecht |

## Berufsvorbereitender Abschnitt

### Anwälte
Die weitere Ausbildung erfolgt getrennt für Richter, Staatsanwalts- und Rechtsanwaltslaufbahn. Bis zum Erlass des Kodikas Dikigoron (Κώδικας Δικηγόρων (N. 4194/2013, ΦΕΚ Α' 208/27-9-2013)) im Jahr 2013 oblag die Ausbildung zum Rechtsanwalt gemäß der Rechtsverordnung Nr. 3026 vom 6/8.10.1954 den 63 griechischen Anwaltskammern (Dikigorikos Syllogos, gr. Δικηγορικός Σύλλογος), nunmehr untersteht sie dem Justizministerium.
Seit der Reform 2013 folgt für die werdenden Anwälte auf das Studium ein 18-monatiger berufsvorbereitender Abschnitt; er schließt mit der Zulassungsprüfung zur Anwaltschaft ab. Der Auszubildende arbeitet in dieser Zeit bei einem Rechtsanwalt, oder einer Rechtsanwaltsgesellschaft mit Zulassung an einem griechischen Oberlandesgericht oder dem Areopag oder bei dem Nomiko Symboulio tou Kratous (gr. Νομικό Συμβούλιο του Κράτους). Einzelne Stationen können bis zu sechs Monate in der Verwaltung eines Gerichts, der Staatsanwaltschaft oder der Rechtsanwaltskammer verbracht werden.
Die Zulassungsprüfung besteht aus schriftlichen und mündlichen Prüfungen in Zivilrecht, Strafrecht, Handelsrecht, Zivilprozessrecht und Strafprozessrecht. Die Prüfung kann an zwei Prüfungsterminen jährlich abgelegt werden, jeweils am 31. März und am 30. September. Besteht der Kandidat die Prüfung ist er als Dikigoros (gr. Δικηγόρος) an den Gerichten erster Instanz zugelassen.

### Richter
Die Richterlaufbahn erfordert eine bestandene Aufnahmeprüfung an der Nationalen griechischen Richterschule (gr. Εθνική Σχολή Δικαστικών Λειτουργών) in Thessaloniki. Voraussetzung für die Prüfung ist ein abgeschlossenes Jurastudium und ein Mindestalter von 27 Jahren und mindestens zwei Jahre lange Ausübung als Anwalt. Für jede Fachgerichtsbarkeit (ordentliche Gerichte und Verwaltungsgerichte) unterscheidet sich die Aufnahmeprüfung.

### Notar
Die notarielle Tätigkeit bedingt eine vorgehende als Rechtsanwalt. Notariatsprüfungen bietet das Justizministerium jährlich an, soweit Stellen unbesetzt sind. Rechtsgrundlage bildet der Kodikas Symvolaiografon (Κώδικας Συμβολαιογράφων (Ν. 2830/2000), ΦΕΚ Α 96/16-3-2000).